# Lasius balcanicus
Lasius balcanicus (лат.) — вид муравьёв рода Lasius (Chthonolasius) из подсемейства Formicinae (семейства Formicidae).

## Распространение
Центральная и южная Европа: Австрия, Болгария, Венгрия, Украина (Херсонская область). Степи, парки, сады и луга.

## Описание
Мелкие муравьи (рабочие менее 5 мм). Окраска тела желтовато-бурая. Скапус усика и задние голени уплощённые. Чешуйка петиолюса не сужена в верхней части. Скапус и задние голени с многочисленными отстоящими волосками (на наружном крае голеней не более 10). Усики самок и рабочих 12-члениковые, у самцов состоят из 13 сегментов. Жвалы трёхугольные с 5—7 зубчиками на жевательном крае. Нижнечелюстные щупики состоят из 6 члеников, а нижнегубные — из 4. Стебелёк между грудью и брюшком одночлениковый (петиоль) с вертикальной чешуйкой.